# 皮亚什
皮亚什是葡萄牙贝雅区的一个堂区。总面积163.68平方公里，总人口3036人，人口密度18.5人/平方公里。